# サイエンスミステリー
『サイエンスミステリー』（英称：science mystery）とは、フジテレビ系列の『土曜プレミアム』と『ニチファミ!』枠で2003年より放送されている、所ジョージが司会を務めているドキュメンタリー特別番組（不定期）である。ステレオ放送、文字多重放送を実施している。

## 概要
遺伝子・DNA・脳・神経・精神に間口を大きく広げ、ハイテク科学や技術、人類の未知なる謎に迫るドキュメンタリー特別番組。
2003年3月15日の21:00 - 23:10（JST）に初回が放送され、メインMCは所ジョージ、毎回に替わる女性パーソナリティーの最初は広末涼子、解説に東京工科大学・東京大学名誉教授の軽部征夫が務めた。
初回放送は、大きく分けて4部構成で、部ごとにDNAに関した不思議な事象を放映し、検証のため科学的な説明のパートに移った後、主演者によるディペートで1部が終わり次の部へ移るという構成だった。
2009年までは、主にハッチンソン・ギルフォード・プロジェリア症候群（プロジェリア）の少女、アシュリー・ヘギ（Ashley Hegi）の人生をフィーチャーしている。
第1部では、離れ離れだった一卵性の双子のバーバラとダフネイが大人になり再会し、ほぼ同じ趣味・嗜好や同じ様な時期に事件・事故を起こしている事を検証し、遺伝子が100%同じ一卵性の双子が互いに干渉せずに育つと、いわゆる結婚や大きな事故などが起こる運命までも同じであるという事を説明している。
第2部では、心臓移植手術により、心臓の前の持ち主の性格や記憶も同時に受け継いだクレアという女性が、受け継いだ記憶を元に臓器提供者の家族を探し出すという体験を通し、心臓にICNSという脳と同じ様な神経ネットワークを持つ事によるものだと説明している。
第3部では、女優の忍足亜希子が、女系のみ代々受け継がれるミトコンドリアを解析し、カザフスタンにいる同じ祖先の母を持つ女性エルミーラに会いに行き、数日間その家族と交流を深めるといったドキュメンタリーで、ディペートでアフリカの人類の母であるミトコンドリア・イブについて説明している。
第4部では、プロジェリアという病気と共に生きた少女、アシュリー・ヘギの数か月間の生活を放映した。
2011年からは、頭蓋結合双生児姉妹のタチアナとクリスタの生活を放映している。

## 出演者

### 司会
- 所ジョージ

### ゲスト
- 広末涼子（第1回）
- 水野真紀（第2回）
- 国仲涼子（第3回）
- 内山理名（第4回）
- 押切もえ（第5回）
- 大塚寧々（第6回）
- 栗山千明（第7回）
- 杏（第8回）
- 比嘉愛未（第9回）
- 福田沙紀（第10回）
- 北乃きい（第11回）

### 解説
- 軽部征夫（東京工科大学教授・東京大学名誉教授）（第1回 - 第7回）
- 佐倉統（東京大学大学院情報学環教授）（第8回）
- 福岡伸一（青山学院大学教授・生物学者）（第9 - 10回）
- 田沼靖一（東京理科大学教授）（第11回）

### ナレーター
- 鈴木弘子（第11回）
- さとうあい（第11回）
- 佐藤アサト（第11回）

声の出演は賢プロダクション

## 放送日
- 第1回：2003年3月15日
- 第2回：2004年3月20日
- 第3回：2004年12月18日
- 第4回：2006年2月18日
- 第5回：2007年2月17日
- 第6回：2008年2月23日
- 第7回：2009年5月2日
- 第8回：2011年1月28日
- 第9回：2012年1月28日
- 第10回：2013年1月19日
- 第11回：2014年3月28日
- 第12回：2017年1月21日
- 第13回：2018年3月18日

## サブタイトル
- 『それは運命か奇跡か!?〜DNAが解き明かす人間の真実と愛〜』（2003年 - 2009年）
- 『見えざる禁断の世界』（2011年 - 2014年）

## スタッフ
第13回（2018年3月18日放送分）
- 編集：岩谷洋平
- MA：遠藤真也
- 選曲・効果：四元裕二
- ロケ技術：永石秀行
- リサーチ・コーディネート：村山みちよ、Tele-Search(Europe)Ltd.
- 企画・監修協力：岡田宏記
- 協力ディレクター：長谷川一男、野澤和之、二瓶知樹、森本昭彦、日吉伸仁、加納丈嗣
- 協力プロデューサー：宮下佐紀子、川口伸之
- 広報：山本麻祐子
- 制作デスク：伊藤ひろみ
- AD：須田正史、芦刈太朗
- ディレクター：清水御冬、伊藤英里子、根本教彦
- プロデューサー：張江泰之、岡島政利、河島正三郎
- 制作協力：メディア・バスターズ
- 制作：フジテレビ情報制作局情報企画開発センター
- 制作著作：フジテレビ

### 過去のスタッフ
- 構成：小池正宏
- 編集：奥河内晋作、宮澤夢希
- MA：山田謙一
- オフライン編集：小原雅之、林迪晴
- TD/SW：石田智男
- カメラ：前田正道
- VE：末永丈士
- 音声：鈴木雄一郎
- 照明：杉本雄亮
- ロケ技術：成田伸二、佐々木秀和、鶴見昌彦、山本祐吉、Rakesh Nagar、加藤孝信
- 美術プロデューサー：古江学
- デザイン：鈴木賢太
- 美術進行：谷元沙紀
- 大道具：卜部徹夫
- 大道具操作：吉田隼人
- アクリル装飾：斉藤祐介
- 電飾：田中信太郎
- メイク：山田かつら
- CGプロデューサー：北岡誠
- CGディレクター：神保聡
- CG制作：山田俊介
- バーチャルCG：北川太郎、鈴木崇弘
- TK：高橋由佳
- 編成：高木亜梨須
- 広報：片山正康
- AD：小野寺和博、川口明、藤岡葵月
- リサーチ/コーディネート：武田英彦、Divna Trickovic、Tele-search Europe Ltd.、INDUS HERITAGE、南米ネットワーク、welcomepro、seacover
- AP：水野瑞穂
- ディレクター：小野さやか
- プロデューサー：宗像孝
- 制作協力：オイコーポレーション